# Едноцветно тъмнокафяво дървесно кенгуру
Едноцветното тъмнокафяво дървесно кенгуру (Dendrolagus dorianus) е вид бозайник от семейство Кенгурови (Macropodidae). Видът е световно застрашен, със статут Уязвим.

## Разпространение и местообитание
Разпространен е в Папуа Нова Гвинея.